# Generoso Romano
Generoso Romano (Foggia, 16 settembre 1924 – Aosta, 2011) è stato un pittore e critico d'arte italiano, professore all'Accademia di belle arti di Roma.

## Biografia
Generoso Romano, nato a Foggia nel 1924, allievo del famoso pittore Carlo Socrate ex discepolo di Edgar Degas e amico di Pablo Picasso, si è diplomato negli anni 40 all’Accademia di Belle Arti di Roma, là dove negli anni 70-80-90, ha in seguito insegnato “figura” e “storia dell’arte” in qualità di professore, dopo essere stato individuato dal suo maestro, il grande artista Saro Mirabella Direttore del Liceo Artistico di Roma nel 1964 e allievo del celebre Renato Guttuso. La guerra, non gli ha permesso di proseguire gli studi in ambito universitario terminando la facoltà di Architettura cui ambiva; tuttavia, ha frequentato lo studio del famoso pittore Carlo Socrate, negli anni dal dopoguerra alla morte di quest’ultimo avvenuta nel 67, nel suo studio di Roma presso Villa Strohl Fern, ambiente ricco di stimoli artistici frequentato da altri importanti artisti. Da Socrate ha assimilato la passione per l’impressionismo e gli autori francesi del calibro di Monet, Manet, David, ed altri che ha studiato intensamente, negli anni di permanenza a Parigi dal 1964 al 1971, frequentando regolarmente il Louvre e l’Orangerie. È stato anche giornalista e critico d’arte collaborando per anni con il “Corriere di Roma” , periodico di arte e cultura, edito dall’Accademia “Brutium”. Tra i celebri artisti romani che frequentò, Generoso Romano fu anche sensibile all'influenza di Gregorio Sciltian maestro di tendenza caravaggesca e fiamminga nel realismo fotografico che si ritrova nel trittico e altre nature morte.

## Stile
Appartenente alla Scuola Romana, le sue opere sono vicine ai modi impressionisti di Carlo Socrate (Autoritratto), dai quali apprende una salda impostazione formale nella rappresentazione della realtà. Dal periodo parigino derivano soluzioni artistiche vicine alla pittura impressionista.

## Mostre
Generoso Romano ha esposto in diverse mostre a Roma, Parigi, Dakar e Lione.